# 天 (T.M.Revolutionのアルバム)
『天』（てん）とは、T.M.Revolutionの10枚目のスタジオ・アルバムである。2015年5月13日に発売された。発売元はエピックレコード。

## 概要
- 前作『CLOUD NINE』以来4年ぶりアルバムで、T.M.Revolutionのデビュー20周年突入日が発売日となる。アルバム名の『天』は、西川曰く「前アルバムの『CLOUD NINE』の時から、次は10枚目だから、“10＝TEN”にかけたダブルミーニングのタイトルにしよう」と考えていた[2]。
- 収録曲のうち、2曲目の「DOUBLE-DEAL」はPS3・PS4用ゲームソフト『戦国BASARA4 皇』オープニングテーマに起用され、同年8月5日に28枚目のシングルとしてシングルカットされた。3曲目の「AMAKAZE -天風-」はPS Vita用ゲームソフト『レイギガント』の主題歌に起用された。

## パッケージ
- 通常盤、初回生産限定盤A、初回生産限定盤Bの3形態でリリース。
- 通常盤はボーナス・トラックとして、「突キ破レル -Time to SMASH!」「Thread of fate」のそれぞれMVに用いられたアレンジヴァージョンを収録。
- 初回生産限定盤Aは「イナズマロックフェス2014」のライブ映像を収録したDVDが同梱。
- 初回生産限定盤Bは「T.M.R. LIVE REVOLUTION'14 in Taipei」ライブダイジェスト映像と撮り下ろしインタビューを収録したDVDが同梱。

## CD収録曲
作詞：井上秋緒　作曲・編曲：浅倉大介（特記以外）

### 通常盤
1. The ether
  - 出版社：ソニー・ミュージックパブリッシング
2. DOUBLE-DEAL
  - 出版社：ソニー・ミュージックパブリッシング
3. AMAKAZE -天風-
  - ベーシックアレンジ：浅倉大介　アディショナルアレンジ：西川貴教・柴崎浩
  - 出版社：ソニー・ミュージックパブリッシング
4. 突キ破レル -Time to SMASH!
  - 出版社：ソニー・ミュージックパブリッシング・日音
5. Thread of fate
  - 出版社：ソニー・ミュージックパブリッシング・日音
6. HEAVEN ONLY KNOWS 〜Get the Power〜
  - 出版社：ソニー・ミュージックパブリッシング
7. Summer Blizzard
  - 出版社：ソニー・ミュージックパブリッシング
8. Salvage
  - 出版社：ソニー・ミュージックパブリッシング
9. Dream Crusader
  - 出版社：ソニー・ミュージックパブリッシング
10. Phantom Pain
  - 出版社：ソニー・ミュージックパブリッシング
11. CRIMSON AIR
  - 出版社：ソニー・ミュージックパブリッシング
12. Count ZERO
  - 出版社：ソニー・ミュージックパブリッシング
13. FLAGS
  - 出版社：ソニー・ミュージックパブリッシング
14. The party must go on
  - 出版社：ソニー・ミュージックパブリッシング
15. The edge of Heaven & Revolution
  - 出版社：ソニー・ミュージックパブリッシング
16. 突キ破レル -Time to SMASH! (Re:boot) 
  - 編曲：大島こうすけ
  - 出版社：ソニー・ミュージックパブリッシング・日音
  - Bonus Track（通常盤のみ収録）
17. Thread of fate (Re:boot) 
  - 編曲：大島こうすけ
  - 出版社：ソニー・ミュージックパブリッシング・日音
  - Bonus Track（通常盤のみ収録）

### 初回生産限定盤A・初回生産限定盤B
1. The ether
2. DOUBLE-DEAL
3. AMAKAZE -天風-
4. 突キ破レル -Time to SMASH!
5. Thread of fate
6. HEAVEN ONLY KNOWS 〜Get the Power〜
7. Summer Blizzard
8. Salvage
9. Dream Crusader
10. Phantom Pain
11. CRIMSON AIR
12. Count ZERO
13. FLAGS
14. The party must go on
15. The edge of Heaven & Revolution

## DVD収録曲

### 初回限定盤A　DVD
1. HIGH PRESSURE
2. HOT LIMIT
3. MC1
4. last resort
5. Count ZERO
6. WHITE BREATH
7. Phantom Pain
8. MC2
9. Preserved Roses
10. 革命デュアリズム
11. Back Lot of INAZUMA ROCK FES. 2014

### 初回限定盤B　DVD
1. SCENE1
2. SCENE2
3. SCENE3
4. SCENE4
5. SCENE5
6. SCENE6
7. ignited－イグナイテッドー
8. THUNDERBIRD
9. vestige-ヴェスティージ-
10. Naked arms
11. FLAGS
12. INTERVIEW 3
13. HEART OF SWORD ～夜明け前～

## 参加ミュージシャン・スタッフ
- トラックメイカー：浅倉大介
- ギター：清水武仁（M2.5.12.13）
- ギター：柴崎浩（M3.4.9.11）
- ギター：菰口雄矢（M16.17）
- ベース：Ikuo（M3.16.17）
- ドラム：今井義頼（M3）
- ドラム：山崎慶（M16.17）
- キーボード：蓮尾理之（M16.17）
- ストリングス：矢野小百合、遠藤益民（M10）
- コーラス：JJ（M6）
- レコーディング・エンジニア：大里正毅
- ミキシング・エンジニア：大里正毅
- マスタリング・エンジニア：トム・コーエン
- ディレクター：井上哲生（Sony Music Entertainment）
- ディレクター：生藤貴士（Darwin Inc.）

## 規格品番
- 初回限定盤A：ESCL-4410/1
- 初回限定盤B：ESCL-4412/3
- 通常盤：ESCL-4414